# Club Social y Deportivo Salto del Guairá
El Club Social y Deportivo Salto del Guairá (conocido popularmente como Club Salto del Guairá o Deportivo Salto del Guairá) es un club deportivo de Paraguay ubicado en la ciudad de Salto del Guairá, Departamento de Canindeyú. Fue fundado el 5 de julio de 1964 y su principal actividad es el fútbol.

## Historia
Participó inicialmente de su liga regional, la Liga Deportiva Salto del Guairá (equivalente a la cuarta división), ganando 18 campeonatos, pero desde el año 2022 inició su incursión en la Primera División B Nacional (equivalente a la tercera división).
En el año 2024 el club ganó la Pre-Copa Paraguay - Canindeyú, por lo que obtuvo el derecho de clasificar a la Copa Paraguay 2024 en representación de su departamento.

Variante simplificada del escudo del club.

## Estadio Emigdio Vallejos
Su estadio recibe su nombre en honor a Don Emigdio Vallejos, destacado ex arquero y expresidente del club en sus primeros años. El predio cuenta con una capacidad para 2.000 espectadores y se encuentra sobre la ruta PY03, a solo 2 km del centro urbano de Salto del Guairá y a 10 km de la frontera con Mundo Novo, Brasil.

## Palmarés

### Regionales
- Liga Deportiva Salto del Guairá (17): 1978, 1979, 1981, 1985, 1987, 1991, 1995, 1996, 1997, 2000, 2006, 2007, 2008, 2011, 2019, 2022,2023,2024.[7][8]
- Pre Copa Paraguay - Canindeyú (1): 2024 (campeón departamental clasificado a la Copa Paraguay 2024)[4][5]